# Tayfun Korkut
Tayfun Korkut, född 2 april 1974 i Stuttgart, Tyskland, är en före detta turkisk fotbollsspelare som är tränare för tyska Hertha Berlin.
Tayfun Korkut spelade merparten av sin karriär i Süper Lig samt La Liga. Han hade störst framgång under tiden hos Fenerbahçe SK samt Real Sociedad då han även flitigt förekom i den turkiska landslaget. Sammanlagt spelade han 42 A-landskamper för Turkiet och han deltog i EM 1996 samt EM 2000. Korkut har dubbelt medborgarskap (Turkiet och Tyskland).